# 平岩玄
平岩 玄（ひらいわ げん、1997年12月5日 - ）は、日本の男子プロバスケットボール選手である。ポジションはセンター。愛知県出身。B.LEAGUEのアルバルク東京所属。

## 来歴
土浦日本大学高校から東海大学に進学し、2年次には琉球ゴールデンキングス、3年次にはアルバルク東京とそれぞれ特別指定選手契約。
2016年に日本代表候補重点強化選手メンバーに選出され、2019年にはウィリアム・ジョーンズカップに出場した。
2019年、アルバルク東京とプロ契約を結び、インカレ終了後に合流。

## 経歴
- 土浦日大高 - 東海大（特別指定選手：琉球 - A東京） - A東京（2019年〜）

## 日本代表歴
- 2019年ウィリアム・ジョーンズカップ